# Marie Michelle St Louis
Pour les articles homonymes, voir St Louis.
Marie Michelle St Louis Durhone, née le 16 novembre 1968 et morte le 6 septembre 2024, est une judokate mauricienne, active dans les années 1990.
Elle participe aux Jeux olympiques d’été d’Atlanta en 1996.

## Biographie
Elle est médaillée de bronze en moins de 72 kg aux Championnats d'Afrique de judo 1996 en Afrique du Sud, après avoir obtenu le bronze la même année dans cette catégorie aux Championnats du Commonwealth à Vacoas. Cette année 1996 est aussi marquée par une participation aux Jeux olympiques d'Atlanta.
Médaillée de bronze en moins de 72 kg aux Championnats d'Afrique de judo 1997 à Casablanca, elle remporte la médaille d'or des moins de 78 kg aux Championnats d'Afrique de judo 1998 à Dakar.